# Eugeniusz Herc
Eugeniusz Herc (ur. 25 grudnia 1899 w Płoskim, zm. ?) – kapral Wojska Polskiego, kawaler Orderu Virtuti Militari, masarz.

## Życiorys
Urodził się 25 grudnia 1899 we wsi Płoskie, w powiecie zamojskim ówczesnej guberni lubelskiej, w rodzinie Józefa i Julianny z Bernatów. Do lat 9 wychowywał się przy rodzicach, a po ich śmierci przy rodzinie. Po ukończeniu lat 13 terminował u masarza, a po ukończeniu lat 17 rozpoczął pracę jako czeladnik masarski.
2 listopada 1918 wstąpił do 3. kompanii 35 pułku piechoty. W szeregach tego oddziału walczył na wojnie z bolszewikami. Wyróżnił się 6 lutego 1920 w wypadzie I batalionu kapitana Leona Grota na wsie Terebowo (Wielkie i Małe), położone nad rzeką Tremla w gminie Kopatkiewicze powiatu mozyrskiego, w czasie którego zdobył karabin maszynowy. 5 czerwca 1920 dowódca 3. kompanii podporucznik Antoni Jasieński sporządził wniosek na odznaczenie kaprala Herca Orderem Virtuti Militari, a w uzasadnieniu napisał między innymi: „kapral Herc Eugeniusz pełnił służbę w kompanii od szeregowca, swoim dzielnym zachowaniem się, umiejętnym kierownictwem i osobistą brawurą doszedł stopnia kaprala. W ostatnich czasach już jako plutonowy–podoficer w wypadach na wieś Myszanki i Nowinki swoją odwagą i przykładem porywał za sobą za sobą żołnierzy, dzięki czemu przyczyniał się do pomyślnego osiągnięcia zadania”.
W 1922 został przeniesiony do rezerwy. W latach 30. XX wieku mieszkał we wsi Rudka, w gminie Zwierzyniec i zajmował się handlem trzodą chlewną.
Był żonaty, miał pięcioro dzieci: Józefa, Bogusława, Julię, Eugeniusza i Romana.

## Ordery i odznaczenia
- Krzyż Srebrny Orderu Wojskowego Virtuti Militari nr 1660[1] – 28 lutego 1921[6]
- Krzyż Walecznych – 1922 w zamian za dyplom „za Waleczność” byłego Frontu Litewsko-Białoruskiego[7] (patetnt nr 742[8])